# Hugo Wast

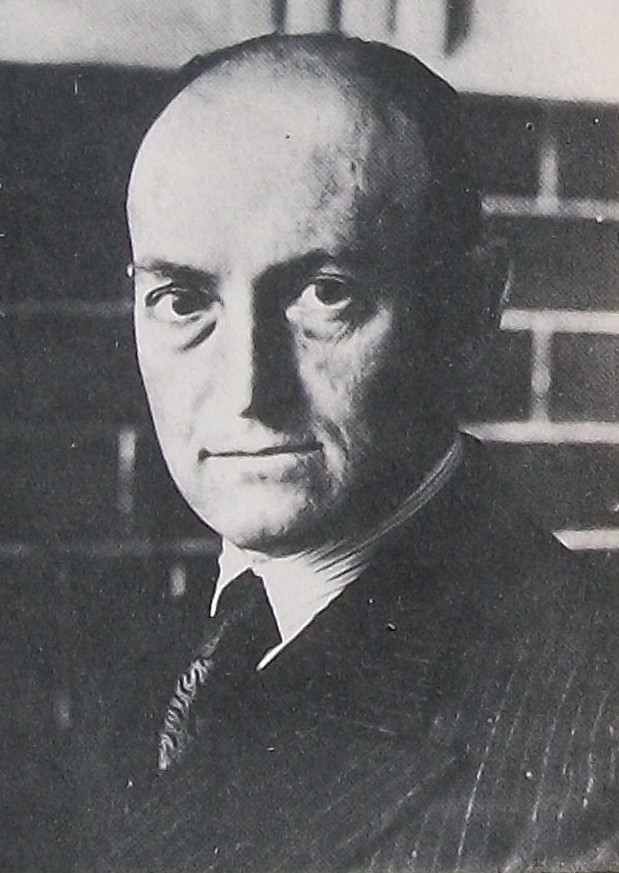
Hugo Wast

Hugo Wast, Pseudonym für Gustavo Martínez Zuviría, (* 22. Oktober 1883 in Córdoba; † 28. März 1962 in Buenos Aires) war ein argentinischer Schriftsteller.

## Leben
Wast war einer der populärsten Romanciers seiner Zeit: als er 1962 starb, waren schon drei Millionen seiner Bücher verkauft worden. Er wurde als Gustavo Martínez Zuviría in Córdoba geboren und zog später mit seiner Familie nach Santa Fe, wo er 1907 den Ehrendoktor in Jura verliehen bekam. Zunächst benutzte er den Künstlernamen Hugo Wast für seinen 1911 veröffentlichten Roman Flor de durazno („Pfirsichblüte“). Der Roman wurde sein erster kommerzieller Erfolg. Er wurde 1916 als Konservativer in die argentinische Abgeordnetenkammer gewählt. Auch bekam er den literarischen Nationalpreis für seinen 1925 veröffentlichten realistischen Roman Desierto de piedra („Wüste aus Stein“).
Wast war führend an der Konsolidierung eines radikalen Antisemitismus in Argentinien beteiligt. In seinem zweiteiligen Roman El Kahal („Die jüdische Gemeinde“) und Oro („Das Gold“, 1935) werden negative Stereotype aus den Protokollen der Weisen von Zion aufgegriffen, wobei die Juden von Buenos Aires als Gefahr für die argentinische Gesellschaft dargestellt werden. Seine ideologische Verbundenheit mit "intégrisme," einer katholischen französischen Nationalideologie, die an die Nationale Front angelehnt war, wurde immerhin bekannt.
Von 1931 bis 1955 war er Direktor der argentinischen Nationalbibliothek. Im Oktober 1934 ernannte ihn die Kirche zum Präsidenten des Eucharistischen Weltkongresses in Buenos Aires. 1941 wurde er von der Regierung des Präsidenten Ramón Castillo zum Abgeordneten der Provinz Catamarca ernannt. 1943, als Minister für Öffentliche Bildung in der neuen militärischen Regierung von General Pedro Pablo Ramírez, führte er in den öffentlichen Schulen wieder katholischen Religionsunterricht ein und beendete damit eine argentinische säkulare Tradition.
Als die Katholische Kirche und Präsident Juan Perón sich voneinander distanzierten, wurde Wast als Direktor der argentinischen Nationalbibliothek 1954 entlassen. Er starb 1962 in Buenos Aires. Die Zeitschriftenabteilung der argentinischen Nationalbibliothek trägt bis heute seinen Namen.

## Ehrungen und Preise
- 1926 Großer Nationalpreis für Literatur der argentinischen Regierung für Desierto de Piedra

## Werke
- Flor de Durazno. 1912.
- Das Rabenhaus. Roman einer Revolution in Argentinien („La Casa de los Cuervos“). Verlag Germania, Berlin 1930.
- Valle Negro. 1918.
- Die Unerbittliche („La que no perdonó“). Verlag Germania, Berlin 1929.
- Pata de Zorra. 1924.
- In der Steinwüste. Roman aus der argentinischen Sierra („Desierto de Piedra“). Verlag Germania, Berlin 1928.
- Lucia Miranda. roman („Lucia Miranda“). Alber Verlag, Freiburg/B. 1949.
- Der Pfad der Lamas („El Camino de las Llamas“). Verlag Obpacher, München 1962.
- Frühes Heldentum. Roman um den Knaben „Alegre“. Libreria Goethe, Buenos Aires 1944.
- Die Verschwörung des Alzaga. Roman aus der Zeit der Freiheitskämpfe Südamerikas („Myriam la conspiradora“ und „El jinete de fuego“). Herder, Freiburg/B. 1956.